# بابی تمپلتون
بابی تمپلتون (انگلیسی: Bobby Templeton; ۲۹ مارس ۱۸۸۰ – ۲ نوامبر ۱۹۱۹) بازیکن فوتبال اهل پادشاهی متحد بریتانیای کبیر و ایرلند بود.
از باشگاه‌هایی که در آن بازی کرده‌است می‌توان به باشگاه فوتبال آرسنال، باشگاه فوتبال استون ویلا، باشگاه فوتبال سلتیک، باشگاه فوتبال فولام، باشگاه فوتبال نیوکاسل یونایتد، باشگاه فوتبال کیلمارنوک و باشگاه فوتبال کیلمارنوک اشاره کرد.
وی همچنین در تیم ملی فوتبال اسکاتلند بازی کرده‌است.